# Sint-Barbarakerk (Scheulder)
De Sint-Barbarakerk is een kerkgebouw in Scheulder, in de Nederlands Zuid-Limburgse gemeente Eijsden-Margraten. De kerk ligt op een kerkheuvel aan de hoofdstraat van het dorp, de weg westwaarts richting IJzeren/Margraten en oostwaarts richting Ingber/Gerendal. Achter de kerk bevindt zich het kerkhof dat via paden links en rechts om de kerk bereikbaar is.
Het kerkgebouw is een rijksmonument en is gewijd aan Sint-Barbara.

## Geschiedenis
Al in 1631 heeft er tegenover waar nu de kerk staat een gasthuis gestaan. Volgens het register van Deliberatiën onder 1879 zou de kapel opgericht zijn door de grafelijke familie De Merey van Argenteau. Aan het gasthuis was er een kapel verbonden die voor het eerst in 1645 wordt vermeld. Deze kapel was toegewijd aan Sint-Barbara en haar beeltenis in hout uitgewerkt die afkomstig is uit de laatmiddeleeuwse kapel, staat nog altijd in het kerkgebouw, op een zijaltaar. Op zon- en feestdagen kon er de mis gelezen worden wegens de verschillende beneficiën, hetgeen vanuit Wittem geschiedde.
In 1803 werd de kapel verheven tot rectoraatskapel.
In 1850 werd er grond geschonken voor de bouw van een nieuwe kapel aan de overzijde van de weg waar het gasthuis met de kapel hadden gestaan. Een belangrijke voorwaarde voor de schenking was dat de bouw bestemd was voor de nieuwe kapel met het daarbij horende kerkhof, waarbij het geheel zou gaan toebehoren aan een eigen parochie, in plaats van dat het bleef horen bij de parochie Wijlre. Men wilde dus een zelfstandige parochie en loskomen van de parochie Wijlre waar het tot dan toe altijd bij heeft gehoord. In 1850 werd er daadwerkelijk een nieuwe kapel gebouwd.
Per Koninklijk Besluit van 19 juli 1865 werd er door koning Willem III het recht verleend om een eigen kerkbestuur te vormen. Op 23 januari 1866 werd dit kerkbestuur geïnstalleerd. Op 28 januari 1869 werd Scheulder tot zelfstandige parochie verheven door bisschop Paredis.
In 1903-1904 werden de toren en het zangersoksaal gebouwd. Tevens heeft men de rondboogramen vervangen door neogotische ramen.
In 1944 liep de kerk in de nacht van 28 op 29 juni veel oorlogsschade op.

## Opbouw
Het rooms-katholieke neogotische kerkgebouw opgetrokken uit gezaagde mergelblokken (Sibbersteen) bestaat uit een noordtoren met vier geledingen en een ingesnoerde naaldspits, een eenbeukig schip met drie traveeën en een halfronde apsis aan de zuidkant. Tegen de apsis is de sacristie gebouwd. De lengte-as van het kerkgebouw is noord-zuid. Het zadeldak is gedekt met leien.

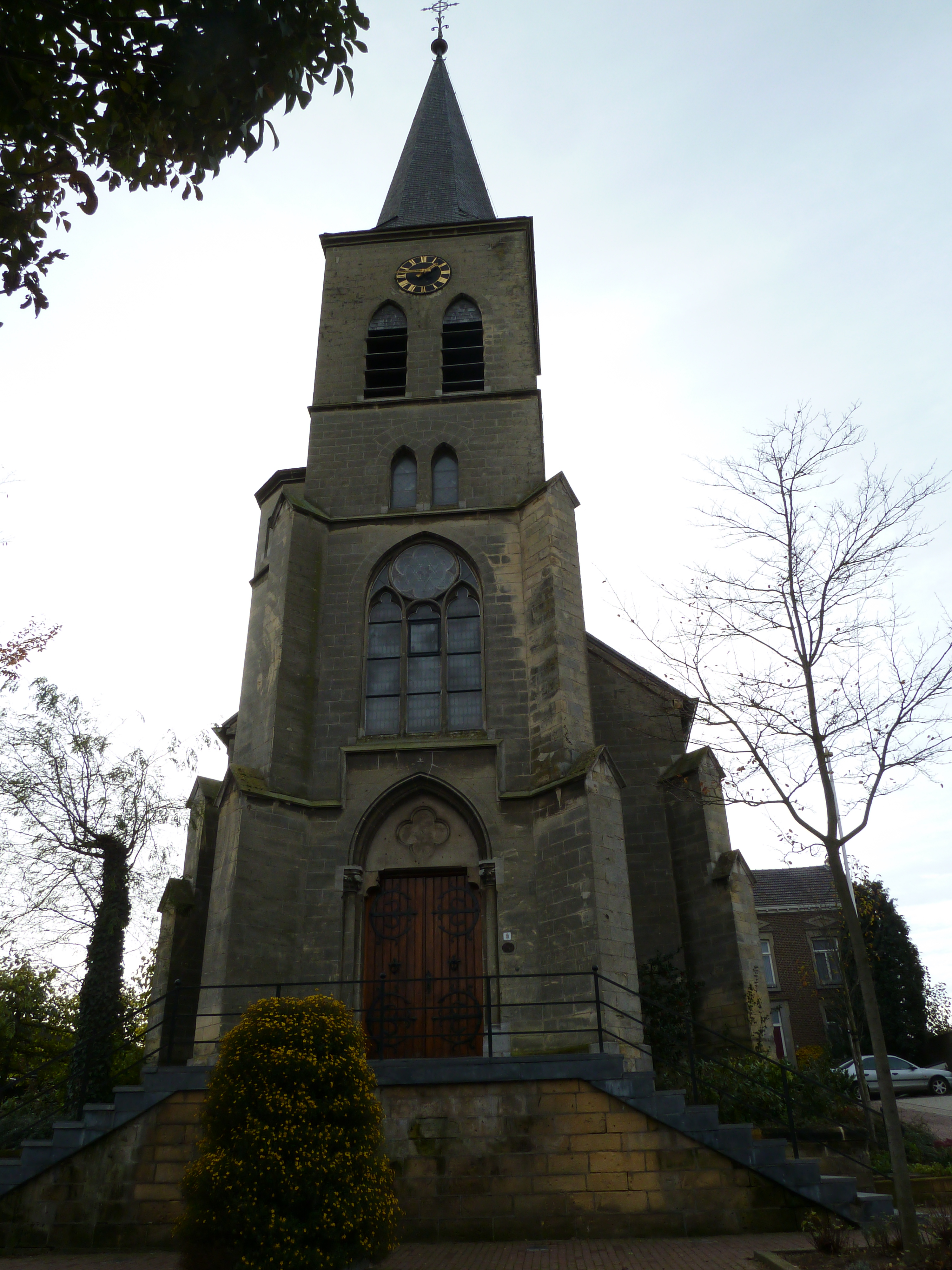
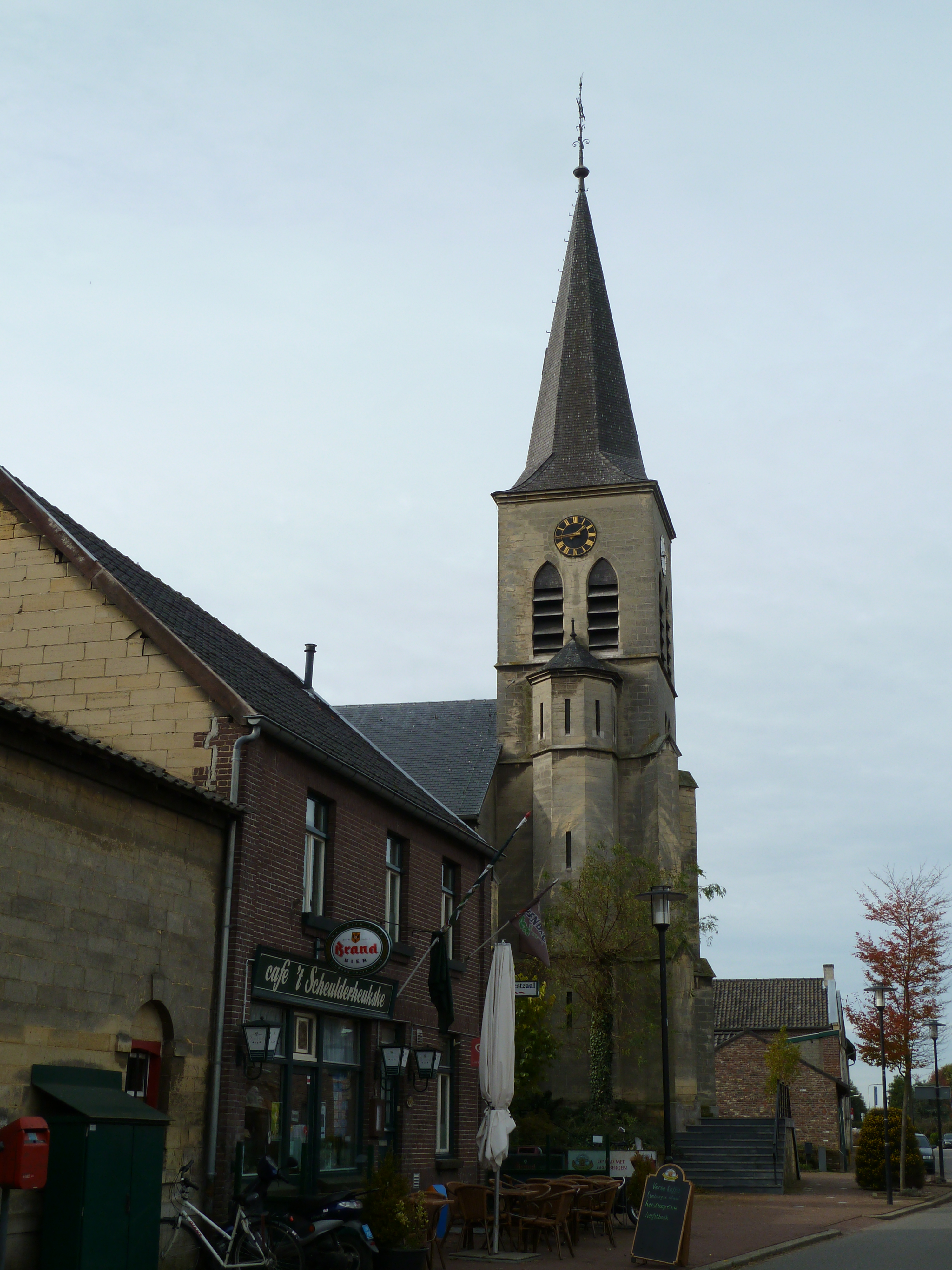
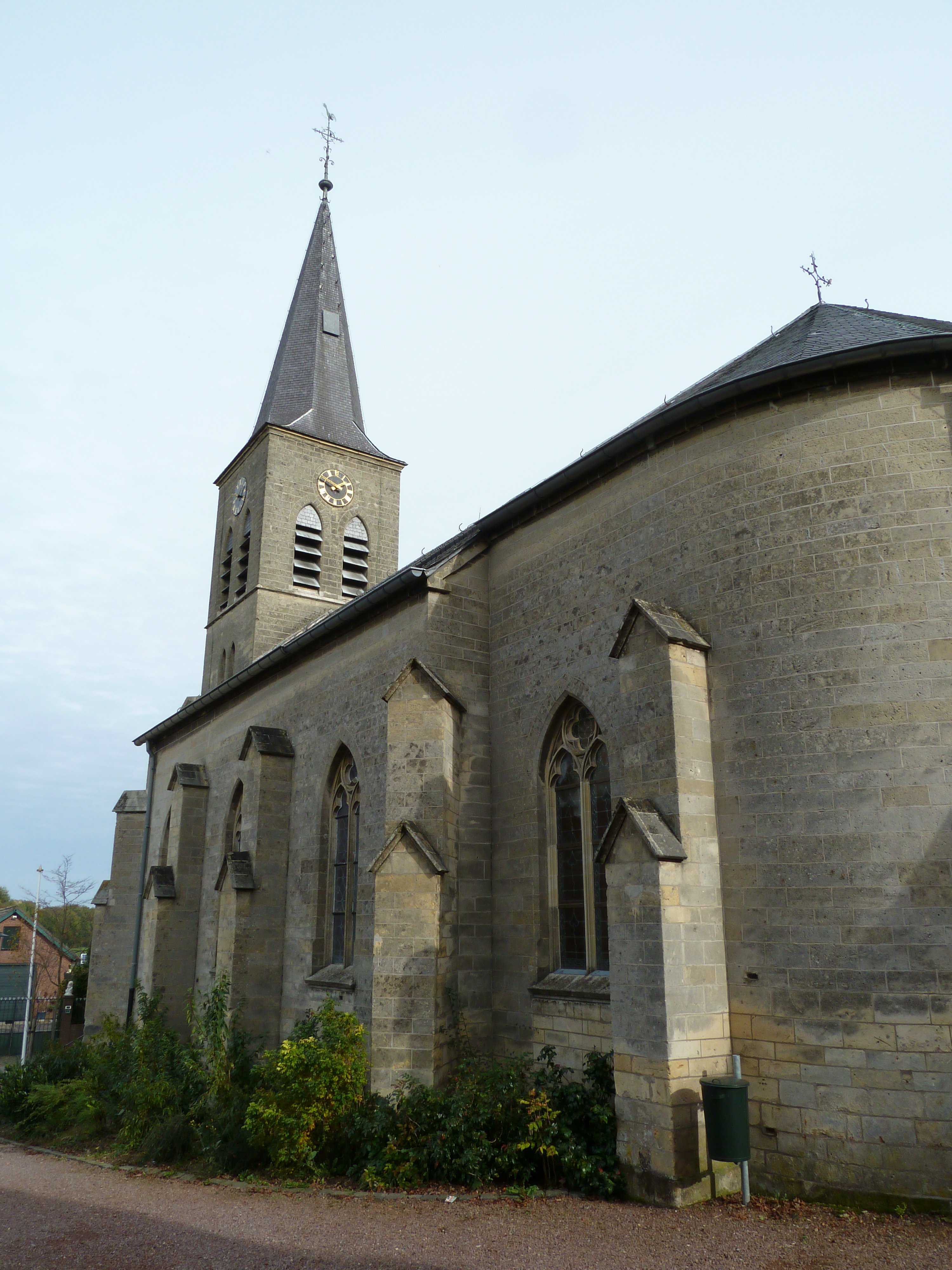